# Тяньцяо
Тяньця́о (кит. упр. 天桥, пиньинь Tiānqiáo) — район городского подчинения города субпровинциального значения Цзинань провинции Шаньдун (КНР). Название района означает «виадук» и связано с тем, что здесь проходят виадуки Циндао-Цзинаньской и Тяньцзинь-Пукоуской железных дорог.

## История
С древних времён эти земли входили в состав уезда Личэн. Когда в 1929 году был официально учреждён город Цзинань, то эти земли были переданы под его юрисдикцию. В 1930 году Цзинань был разделён на десять районов, и в этих местах были созданы районы №№ 4, 5, 6, 8, 9 и 10. Во время японской оккупации Цзинань был разделён на 11 районов, и в этих местах были созданы районы Дунсян (东乡区), Бэйсян (北乡区), Синаньсян (西南乡区), Сисян (西乡区) и Чжунсян (中乡区). По окончании Второй мировой войны административно-территориальное деление Цзинаня вновь было изменено, и из одиннадцати городских районов в этих местах располагались районы №№ 4, 5, 8 и 11.
В 1950 году Цзинань был разделён на 6 городских районов, 5 пригородных районов и 2 посёлка; в этих местах находились 3-й и 4-й городские районы, 1-й, 2-й, 3-й и 4-й пригородные районы, и посёлок Бокоу (泺口镇).
В 1955 году городской район №4 был переименован в район Тяньцяо. В 1956 году был расформирован район Боюань (泺源区), и часть его земель вошла в состав района Тяньцяо. В 1957 году Цзинаньский Пригородный район был присоединён к уезду Личэн, а часть земель уезда Личэн была передана в состав района Тяньцяо.
В 1980 году из части земель района Тяньцяо и уезда Личэн был вновь создан Цзинаньский Пригородный район. В 1987 году он был опять расформирован.

## Административное деление
Район делится на 15 уличных комитетов.

## Экономика
Вокруг площади Тяньцяо и Западного вокзала расположен новый деловой район, в котором базируются офисы банков и компаний. 

## Транспорт
В Тяньцяо расположен Западный железнодорожный вокзал, который обслуживает скоростную магистраль Пекин — Шанхай.

## Достопримечательности
В районе расположен Цзинаньский зоопарк. 